# Sanseki
Sanseki (三跡?  Las Tres Marcas [de Pincel]) es un nombre colectivo que se refiere a tres renombrados calígrafos japoneses del periodo Heian:
- Ono no Michikaze (小野道風), conocido como Yaseki debido al carácter 野 de su nombre.
- Fujiwara no Sukemasa (藤原佐理), conocido como Saseki debido al carácter 佐 de su nombre.
- Fujiwara no Yukinari (藤原行成), conocido como Gonseki debido al carácter 権 de su título en la corte.